# Janina Prus-Niewiadomska
Janina Prus-Niewiadomska, pseud. „siostra Wanda” (ur. 1895, zm. 6 stycznia 1919 we Lwowie) – polska sanitariuszka, uczestniczka I wojny światowej oraz wojny polsko-ukraińskiej.

## Życiorys
Urodziła się w 1895 roku w rodzinie inżyniera Macieja i Zofii z Radwanów. Pochodziła z Bochni, gdzie uczęszczała do Szkoły Wydziałowej.
W lipcu 1914 rozpoczęła kurs na sanitariuszkę w Towarzystwie „Strzelec”. Na początku I wojny światowej pod pseudonimem „siostra Wanda” służyła w roli sanitariuszki u boku II Brygady Legionów Polskich, z którą wzięła udział w całej kampanii karpackiej. Rozstała się z brygadą w 1915 roku, gdy z Legionów wydalono wszystkie kobiety. Później pracowała kolejno w szpitalu legionowym w Lublinie (zima 1916) i w szpitalu Ujazdowskim w Warszawie. Gdy podczas wojny polsko-ukraińskiej warszawski szpital wysłał do Lwowa pociąg sanitarny, Prus-Niewiadomska wykorzystała sytuację i przyjechała do miasta, gdzie zgłosiła się do pracy w szpitalu, choć przełożeni nakazali jej powrót tym samym pociągiem do Warszawy. Została członkinią Ochotniczej Legii Kobiet. W pierwszych dniach stycznia 1919 wysłano ją na Persenkówkę, gdzie toczyły się ciężkie walki. Na miejscu sanitariuszka zachęciła i poprowadziła żołnierzy do kontrataku, idąc w pierwszych szeregach. Zginęła 6 stycznia 1919 udzielając pierwszej pomocy ciężko rannemu żołnierzowi.
Pochowano ją 10 stycznia 1919 z honorami żołnierskimi, a szczątki później przeniesiono do krypty na Cmentarzu Obrońców Lwowa. W miejscu jej śmierci powstał Pomnik Obrońców Lwowa na Persenkówce. Sanitariuszka została odznaczona Krzyżem Obrony Lwowa.
W 2001 roku w bocheńskim Gimnazjum nr 1 – dawnej Szkole Wydziałowej im. św. Kingi przy ul. Bernardyńskiej – odkryto tablicę pamiątkową Prus-Niewiadomskiej, którą zakryto warstwą tynku w czasach PRL-u. Tablicę odnowiono i ponownie odsłonięto w maju tego roku.